# Бигхорн (планина)
Бигхорн (на английски: Bighorn Mountains) е мощен планински хребет в Скалистите планини, разположен на територията на щатите Уайоминг (71%) и Монтана (29%). Дължината му от север на юг е 349 km, ширината в средната част – до 240 km, а площта – 40 504 km². На запад долината на река Бигхорн (десен приток на Йелоустоун) го отделя от хребета Абсарока, а на север, североизток, изток и югоизток склоновете му стръмно се спускат към платото Мисури, като относителната им височина достига 1200 – 1500 m. Най-високата му точка е връх Клауд Пик (4013 m), издигащ се в централната му част. В осовата си част хребетът е изграден от докамбрийски гранити, а по периферията – от палеозойски и мезозойски седименти. От западните слнове водятначалото десните притоци на река Бигхорн, а от източните – реките Пауър, Тонг, Розбат Крийк и др., десни притоци на Йелоустоун (десен приток на Мисури). По склоновете му от долу нагоре се редуват планински степи, планински смърчови и елови гори и субалпийски храсалаци и пасища. В планината има около 400 000 ха държавни гори, място за отдих и туризъм.